# Rodzina Π
Rodzina Π – rodzina tekstualna rękopisów Nowego Testamentu. Należy do tekstu bizantyjskiego i jest jedną z jego tekstualnych rodzin. Nazwa rodziny pochodzi od siglum, którym oznaczany jest czołowy przedstawiciel rodziny – Kodeks Petropolitański. Jest trzecią wielką rodziną tekstu bizantyjskiego, jedną z najstarszych i najbardziej oryginalnych rodzin tego tekstu, o wielu charakterystycznych tylko dla niej cechach tekstualnych.

## Opis
Hermann von Soden oznaczył rodzinę symbolem I, później przyjęto symbol Π. Zdaniem von Sodena nie przekazuje tekstu bizantyjskiego w czystej jego formie. Soden zaliczył następujące rękopisy: Kodeks Cypryjski (K), Kodeks Petropolitański (Π), minuskuł 72, 114, 116, 178, 265, 389, 1008, 1009, 1079, 1154, 1200, 1219, 1346 i 1398. Kirsopp Lake dodał do tej grupy: 489, 537, 652, 775, 796, 904, 1478, 1500, 1546, 1561, 1781, 1816. Von Soden zauważył, że Kodeks Aleksandryjski stoi w bliskiej relacji do tej rodziny tekstualnej choć do niej nie należy. Zostało to potwierdzone przez Lake'a . Frederik Wisse wyliczył w sumie ok. 150 rękopisów przekazujących tekst tej grupy, ale większość z nich należy do tej rodziny tylko w niektórych partiach swego tekstu.

## Profil tekstualny grupy

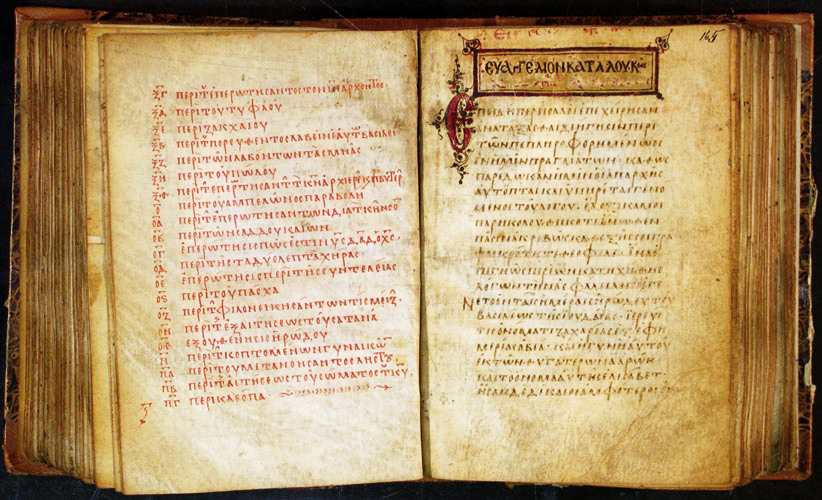
Kodeks Petropolitański, początek Łukasza

Według Claremont Profile Method w Łk 1; Łk 10 i Łk 20 grupa posiada następujący profil tekstualny (słowa umieszczone przed nawiasem, to warianty Textus receptus, słowa za nawiasem to warianty grupy):
- Łk 1:2 (1 lekcja) — παρεδοσαν ] παρεδοκαν
- Łk 1:8 (4) — εναντι ] εναντιον
- Łk 1:17 (12) — ετοιμασαι ] + τω
- Łk 1:22 (14) — εδυνατο ] ηδυνατο
- Łk 1:39 (30) — αναστασα δε ] και αναστασα
- Łk 1:44 (34) — εν αγαλλιασει το βρεφος ] το βρεφος εν αγαλλιασει
- Łk 1:61 (41) — εκ της συγγενειας ] εν τη συγγενεια
- Łk 10:1 (1 lekcja) — δυο δυο ] δυο
- Łk 10:2 (8) — οπως ] + αν
- Łk 10:6 (15) — εαν ] + μεν
- Łk 10:11 (22) — εις τους ποδας ] brak
- Łk 10:12 (23) — λεγω ] + δε
- Łk 10:16 (30) — ακουων υμων ] υμων ακουων
- Łk 10:17 (32) — οι εβδομηκοντα μετα χαρας ] μετα χαρας οι εβδομηκοντα
- Łk 10:22 (33) — παντα ] και στραφεις προς τους μαθητας ειπε παντα
- Łk 10:22 (38) — παρεδοθε ] παρα δεδοται
- Łk 10:32 (47) — ελθων ] brak
- Łk 10:32 (48) — ιδων ] + αυτον
- Łk 10:35 (53) — τι ] + δ'
- Łk 10:36 (57) — πλησιον δοκει σοι ] δοκει σοι πλησιον
- Łk 10:41 (63) — ειπεν αυτη ο κυριος (or Ιησους) ] ο κυριος ειπεν αυτη
- Łk 20:1 (2 lekcja) — εν τω ιερω ] brak
- Łk 20:1 (4) — αρχιερεις ] ιερεις
- Łk 20:3 (8) — υμας καγω ] καγω υμας
- Łk 20:3 (9) — ενα λογον (=TR) ] λογον ενα
- Łk 20:9 (19) — τις ] brak
- Łk 20:10 (23) — εξαπεστειλαν ] απεστειλαν
- Łk 20:12 (24) — και τουτον ] κακεινον
- Łk 20:14 (26) — διελογιζοντο ] διελογισαντο
- Łk 20:14 (28) — κληρονομος ] + δευτε
- Łk 20:19 (33) — υστερον ] + παντων
- Łk 20:19 (34) — τας χειρας ] την χειρα
- Łk 20:28 (50) — Μωυσης ] Μωσης
- Łk 20:34 (61) — γαμισκονται ] εκγαμιζονται (ΤR ma: εκγαμισκονται)
- Łk 20:35 (62) — γαμιζονται ] εκγαμιζονται (ΤR ma: εκγαμισκονται)
- Łk 20:36 (64) — εισι(ν) ] brak
- Łk 20:37 (65) — Μωυσης ] Μωσης
- Łk 20:41 (70) — λεγουσι(ν) ] + τινες
- Łk 20:44 (74) — κυριον αυτον ] αυτον κυριον
- Łk 20:44 (75) — αυτου υιος ] υιος αυτου.[4]